# Flörsheim am Main
Flörsheim am Main é um município da Alemanha, situado no distrito de Main-Taunus, no estado de Hesse. Tem 22,95 km² de área, e sua população em 2019 foi estimada em 21.659 habitantes.